# أوسكار كاليكس
أوسكار كاليكس (بالإسبانية: Oscar Calics)‏ مواليد 18 نوفمبر 1939 في بوينس آيرس، هو لاعب كرة قدم أرجنتيني. يلعب كلاعب وسط. سبق له أن لعب في كأس العالم لكرة القدم مع منتخب بلاده.

## المسيرة الاحترافية

### أندية لعب لها
- بانفيلد
- نادي سان لورينزو
- أتلتيكو ناسيونال

## روابط خارجية
- أوسكار كاليكس على موقع الاتحاد الدولي (مؤرشف)  (الإنجليزية)
- أوسكار كاليكس على موقع قاعدة بيانات كرة القدم.إي يو (الإنجليزية)
- أوسكار كاليكس على موقع ناشيونال فوتبول تيمز (الإنجليزية)
- أوسكار كاليكس على موقع عالم كرة القدم.نت (الإنجليزية)